# Bunomys andrewsi
Bunomys andrewsi  (Allen, 1911) è un roditore della famiglia dei Muridi diffuso sull'isola di Sulawesi.

## Descrizione

### Dimensioni
Roditore di medie dimensioni, con la lunghezza della testa e del corpo tra 148 e 177 mm, la lunghezza della coda tra 110 e 172 mm, la lunghezza del piede tra 33 e 40,5 mm, la lunghezza delle orecchie tra 24 e 27 mm e un peso fino a 135 g.

### Aspetto
La pelliccia è lunga e soffice. Le parti superiori sono color cannella, cosparse di peli con la punta nera o bianca, mentre le parti ventrali sono grigio-biancastre. Le orecchie sono grandi, allungate, marroni scure e cosparse di pochi peli corti e biancastri.  Il dorso delle zampe è simile alle parti superiori, mentre i piedi sono privi di pigmento. La coda è più corta della testa e del corpo. Il cariotipo è 2n=42 FN=58.

## Biologia

### Comportamento
È una specie terricola.

### Alimentazione
Si nutre di frutta, lombrichi, artropodi, lumache e piccoli vertebrati.

### Riproduzione
Danno alla luce 1-2 piccoli alla volta.

## Distribuzione e habitat
Questa specie è diffusa nella parte centrale e nelle penisole sud-orientali e sud-occidentali di Sulawesi e sulla vicina isola di Buton.
Vive nelle foreste pluviali sempreverdi tropicali fino a 1.400 metri di altitudine. Talvolta è stata osservata anche in foreste pluviali basso-montane, foreste secondarie e boscaglie vicino a foreste incontaminate.

## Conservazione
La IUCN Red List, considerato il vasto areale, classifica B.andrewsi come specie a rischio minimo (Least Concern).